# DB Netz
DB Netz (німецька вимова: [deːbeː ˈnɛts]) — дочірня компанія Deutsche Bahn, яка володіла та керувала більшістю німецької залізничної системи. Це був один з найбільших менеджерів залізничної інфраструктури за довжиною (33 291 км станом на 2019 рік) та транспортний обсяг його мережі.
1 січня 2024 року об'єдналася з DB Station&Service і утворила DB InfraGO.

## Історія
Компанія була заснована в ході другого етапу німецької залізничної реформи як дочірня компанія Deutsche Bahn. Штаб-квартира DB Netz була розташована у Франкфурті та містила сім регіональних підрозділів («Regionalbereiche», RB) і центральний відділ. Регіональні штаб-квартири було розміщено в Берліні (RB схід), Франкфурті (RB центральний), Дуйсбурзі (RB захід), Ганновері (RB північ), Карлсруе (RB південний захід), Лейпцигу (RB південний схід) і Мюнхені (RB південь). DB Netz AG приносила прибуток від маршрутних зборів, але отримала значне державне фінансування для підтримки, розвитку та розширення мережі Європейських і федеральних транспортних маршрутів.
Незважаючи на те, що DB Netz AG є невід'ємною частиною Deutsche Bahn AG та одна з її основних дочірніх компаній, їй довелося надати недискримінаційний доступ іншим постачальникам залізничних послуг, які конкурують з Deutsche Bahn інші великі бізнес-одиниці. Тому DB Netz AG перебувала під наглядом Федерального мережевого агентства.
Він був включений до підрозділу DB Netze, коли Deutsche Bahn було реорганізовано в три основні підрозділи, що охоплюють пасажирські перевезення, логістичні послуги та інфраструктуру. Однак його юридична особа залишилася. 1 січня 2024 року обєдналась з DB Station&Service, й утворилась DB InfraGO.